# Đỗ Quang Đình
Đỗ Quang Đình 杜光庭 (850-933), tự Tân Thánh 賓聖, hiệu Đông doanh tử 東瀛子, thi nhân đời Đường mạt và Ngũ đại thập quốc, người Ngoại Châu, Tấn Vân (có nơi chép Trường An).
Tác phẩm 虯髯客傳 (Cầu nhiêm khách truyện, tạm dịch: truyện về người khách có râu quăn) của ông thường được xem là tiểu thuyết đầu tiên thuộc thể loại võ hiệp.